# قائمة البعثات الدبلوماسية في بربادوس

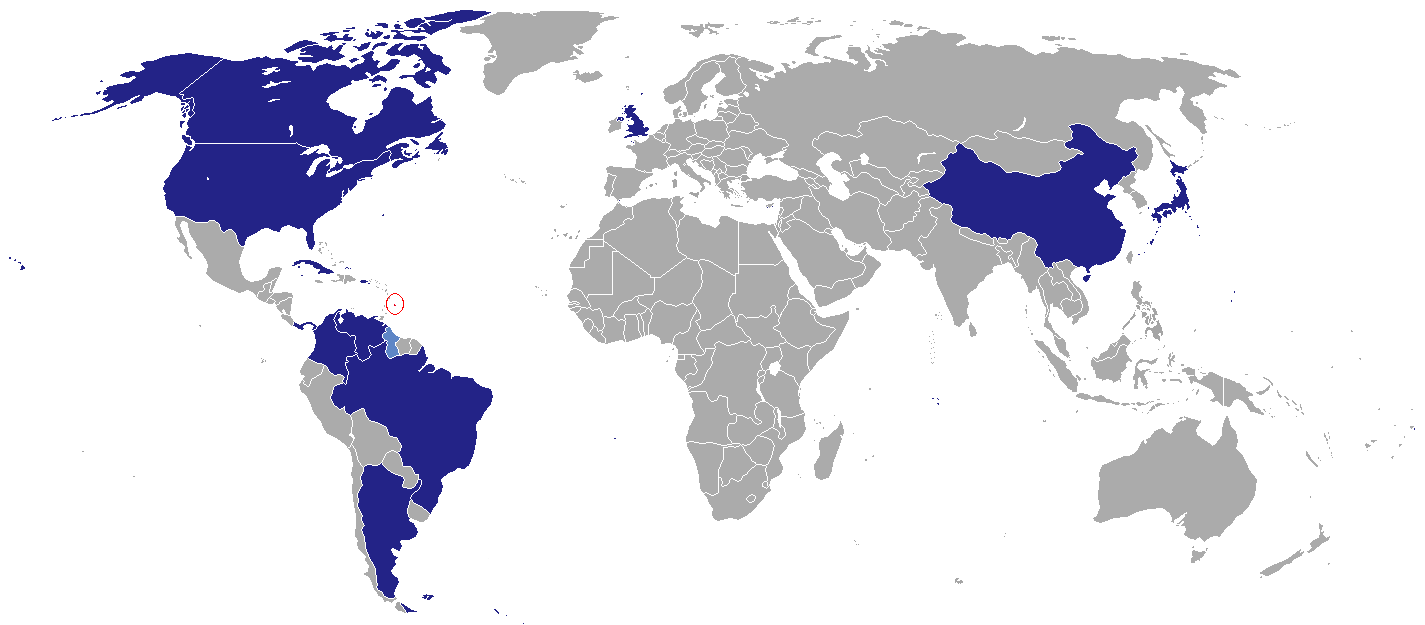
البعثات الدبلوماسية في بربادوس

هذه قائمة البعثات الدبلوماسية في بربادوس. تستضيف العاصمة بريدجتاون وضواحيها المباشرة 10 مفوضيات أو سفارات عليا، ووفدًا من المفوضية الأوروبية، وبعثة تابعة للأمم المتحدة في شرق الكاريبي. العديد من الدول الأخرى لديها قناصل فخريون لتقديم خدمات الطوارئ لمواطنيها.

## سفارات / مفوضيات عليا فيبريدج تاون
- الأرجنتين
- البرازيل
- كندا
- الصين
- كوبا
- اليابان
- نيوزيلندا
- المملكة المتحدة
- الولايات المتحدة  نسخة محفوظة 12 أكتوبر 2007 على موقع واي باك مشين.
- فنزويلا

## بعثات أو وفود أخرى في بريدجتاون
- الاتحاد الأوروبي، هاستينغز (كنيسة المسيح)بعثة منطقة التجارة الحرة
- الأمم المتحدة مكتب الأمم المتحدة لشرق الكاريبي  في مارين جاردنز،[1] هاستينغز (كرايست تشيرش)

- منظمة الأمم المتحدة للأغذية والزراعة (الفاو)
- الاتحاد الدولي للاتصالات (ITU)
- منظمة الصحة للبلدان الأمريكية (PAHO) / منظمة الصحة العالمية (WHO)
- هيئة الأمم المتحدة للمرأة
- برنامج الأمم المتحدة الإنمائي
- صندوق الأمم المتحدة للأنشطة السكانية
- منظمة الأمم المتحدة الدولية للطفولة (اليونيسيف)
- مكتب الأمم المتحدة لخدمات المشاريع
- برنامج الأغذية العالمي التابع للأمم المتحدة

## الصور

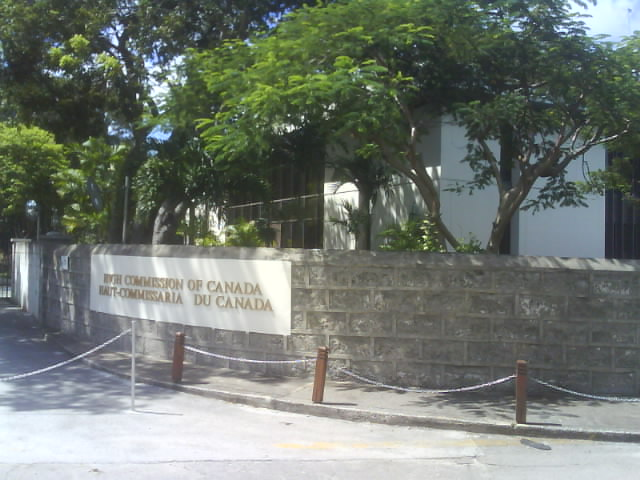
المفوضية الكندية العليا في بريدجتاون
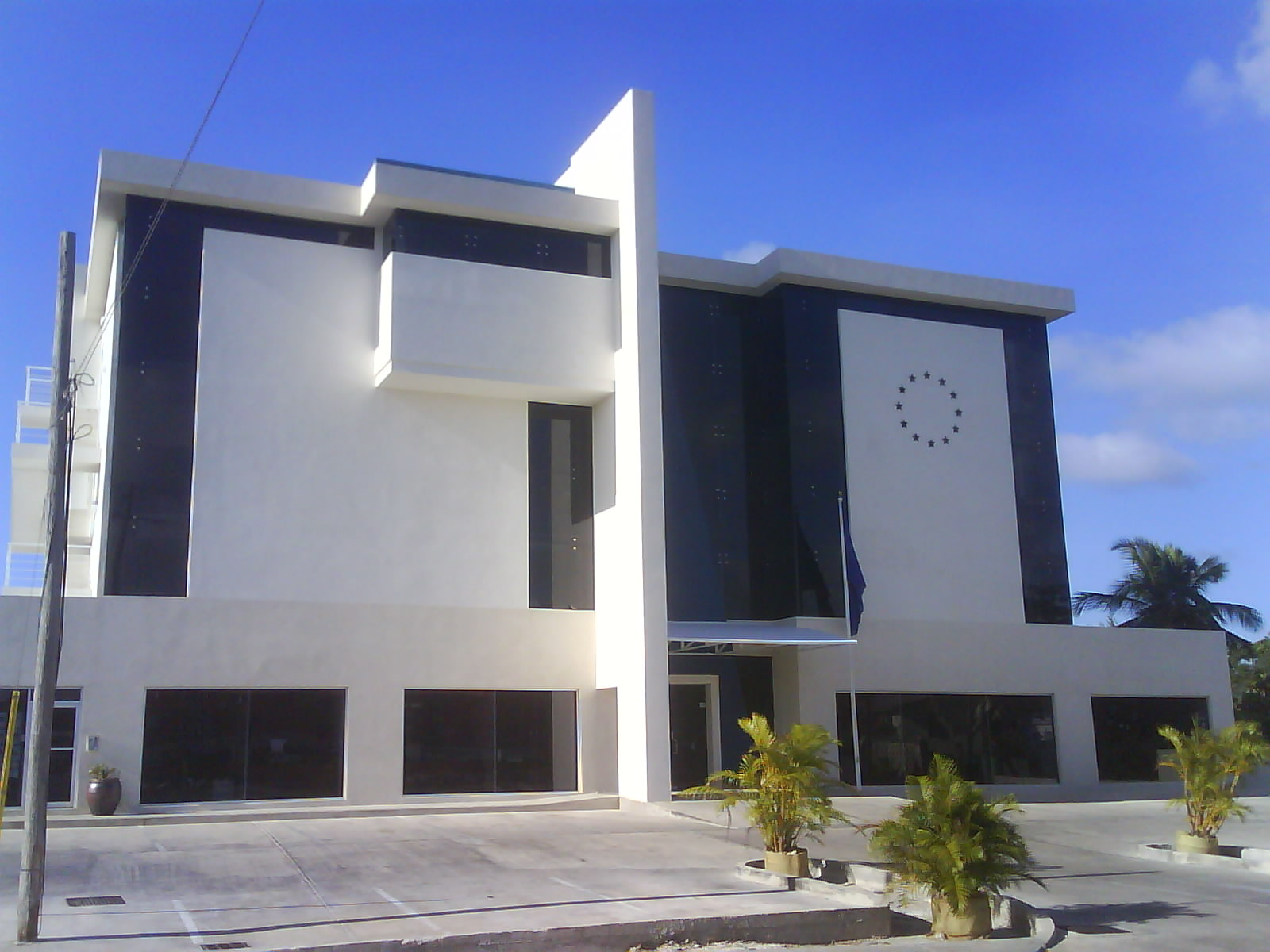
وفد المفوضية الأوروبية
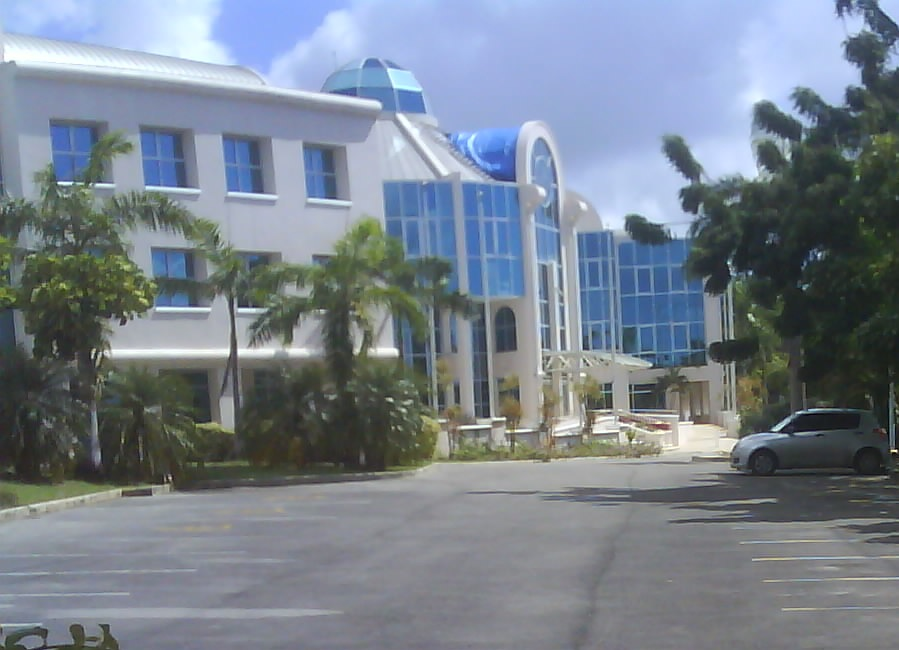
دار الأمم المتحدة - مكتب شرق الكاريبي
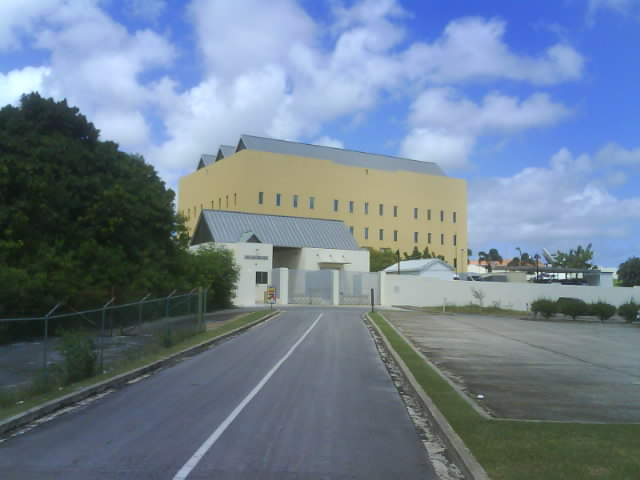
سفارة الولايات المتحدة

## القنصلية العامة في بريدجتاون
- غيانا

## السفارات غير المقيمة / المفوضيات العليا المعتمدة لدى بربادوس
مقيم في كاراكاس، فنزويلا:
- بوليفيا
- التشيك
- جمهورية الدومينيكان
- فنلندا
- اليونان
- إندونيسيا
- إيران
- إيطاليا
- ماليزيا
- بولندا
- البرتغال
- رومانيا
- السعودية
- أوروجواي
- سويسرا

مقيم في هافانا، كوبا:
| - غانا - كينيا - ليبيا - كوريا الشمالية - سلوفاكيا |

مقيم في نيويورك، الولايات المتحدة:
- إكوادور
- غينيا
- أيسلندا
- جزر المالديف
- ناميبيا
- سيراليون
- السنغال
- طاجيكستان
- تركمانستان
- زامبيا

مقيم في بورت أوف سبين، ترينيداد وتوباغو:
- أستراليا
- تشيلي
- كولومبيا
- ألمانيا
- غواتيمالا
- الكرسي الرسولي
- جامايكا
- هولندا
- نيجيريا
- بنما
- كوريا الجنوبية
- أسبانيا
- سورينام
- ترينيداد وتوباغو
- تركيا

مقيم في واشنطن العاصمة، الولايات المتحدة:
- الجزائر
- قبرص
- أيرلندا
- إسرائيل
- الأردن
- موريشيوس
- بيرو
- الفلبين
- صربيا
- سنغافورة
- تونس

مقيم في مكان آخر:
- النمسا (بوغوتا)
- الباهاماس (ناساو)
- بنغلاديش (أوتاوا)
- بلجيكا (كينغستون)[2]
- الدنمارك (كوبنهاغن)
- فرنسا (كاستريس)[3]
- هايتي (كينغستون)
- الهند (باراماريبو)[4]
- المكسيك (Castries)
- النرويج (أوسلو)
- روسيا (جورج تاون )[5]
- جنوب أفريقيا (كينغستون)
- تايلاند (أوتاوا)
- تنزانيا (برازيليا)
- الإمارات العربية المتحدة (بوغوتا)

## السفارات السابقة
- أستراليا ( -2004)
- جمهورية الصين (1968-1977)

## روابط خارجية
- البعثات المقيمة الأجنبية على مشروع الدليل المفتوح